# Maroso

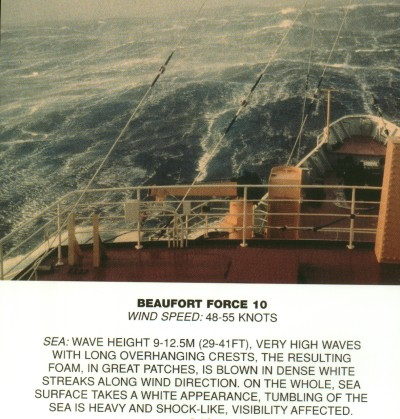
Fotografia del mare 10 Scala di Douglas

Maroso è un moto ondoso del mare molto intenso. Spesso si trova al plurale marosi ed associato alla parola tempesta. Colloquialmente è chiamato cavallone. 
Nella nautica è presente nella scala di Beaufort al numero 10 ed è identificato come "Onde molto alte sormontate da creste (marosi) molto lunghe", con vento intorno ai 100 km/h e onde alte circa 9 metri.

## Senso figurato
Generalmente indica in senso figurato le difficoltà che si possono incontrare in qualsiasi impresa.

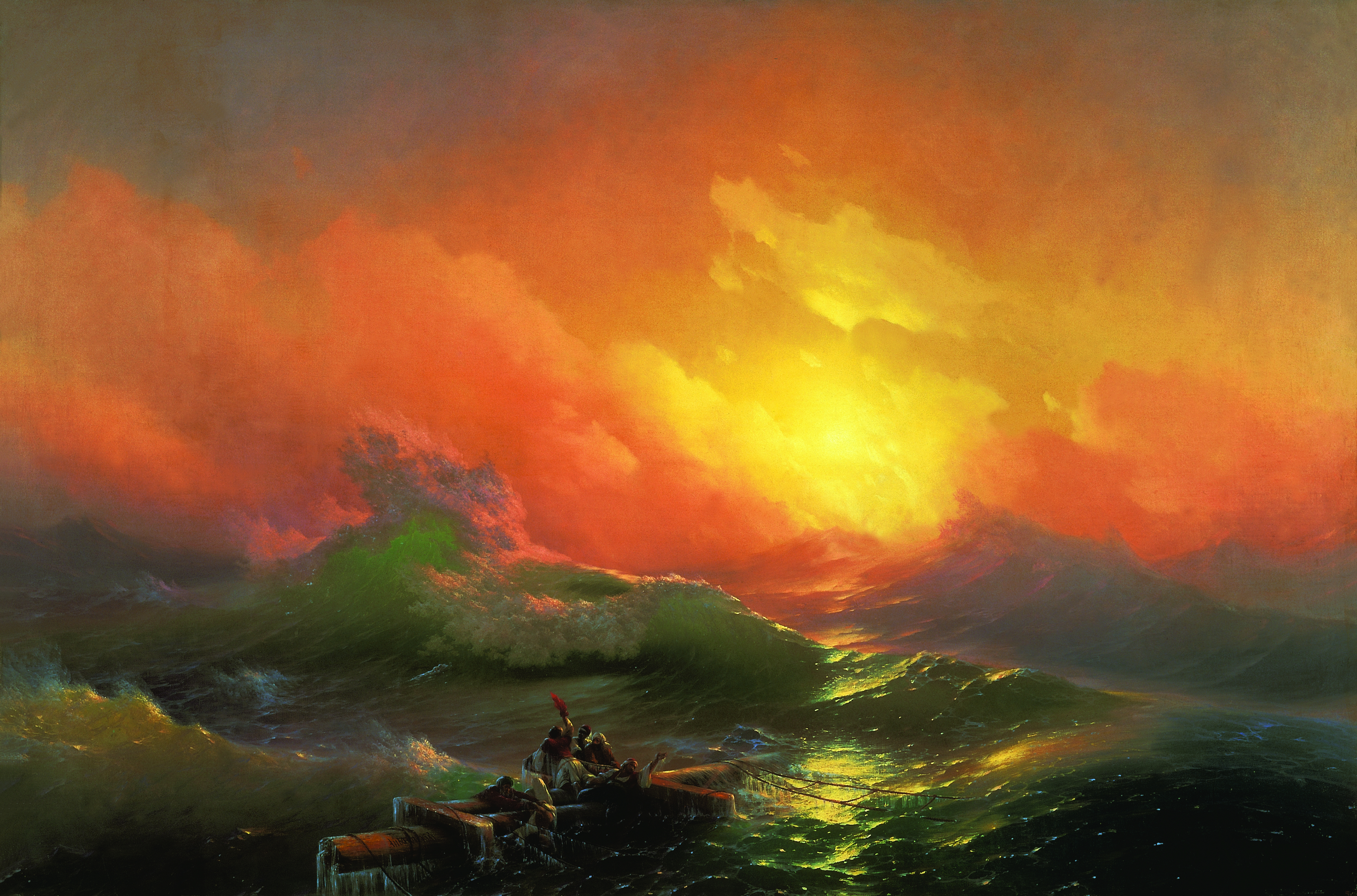
La decima onda di Ivan Konstantinovič Ajvazovskij

Esempi:
(Tite Kubo)
(Capitani coraggiosi, Rudyard Kipling)
(Aristofane, Le rane, vv. 303-304; cfr. Euripide, Oreste, v. 279)